# マルッティ・プーマライネン
マルッティ・プーマライネン（Martti Puumalainen, 1997年4月14日 - ）は、フィンランド出身の柔道選手。階級は100kg超級。

## 経歴
2013年のヨーロッパユースオリンピックフェスティバル90㎏級で3位になった。その後階級を100㎏超級まで上げると、2019年のU23ヨーロッパ選手権で3位となった。2021年の世界選手権では7位に入った。グランプリ・ザグレブと世界軍人選手権大会ではそれぞれ3位だった。2023年には世界ランキング36位以内の選手が参加できるワールドマスターズに出場すると、準々決勝で元世界ジュニアチャンピオンのジョージアのゲラ・ザアリシビリ、準決勝で世界2位の斉藤立をそれぞれ技ありで破るなどして伏兵ながら決勝まで進むと、世界ランキング1位であるタジキスタンのテムール・ラヒモフをも技ありで破って、IJFワールド柔道ツアー初優勝を飾った。ヨーロッパ選手権でも決勝で元世界チャンピオンであるジョージアのグラム・ツシシビリを破って優勝した。2024年のパリオリンピックでは初戦で敗れた。
IJF世界ランキングは2533ポイント獲得で16位(23/11/6現在)。

## 主な戦績
- 2013年 - ヨーロッパユースオリンピックフェスティバル　2位(90㎏級)
- 2019年 - U23ヨーロッパ選手権　3位
- 2021年 - 世界選手権　7位
- 2021年 - グランプリ・ザグレブ　3位
- 2021年 - 世界軍人選手権大会　3位
- 2022年 - オセアニアオープン・パース　優勝
- 2023年 - ワールドマスターズ　優勝
- 2023年 - ヨーロッパ選手権 優勝

(出典、)